# EinsPlus
EinsPlus (stylisée  « eins|plus ») était une chaîne de télévision allemande qui était diffusée sur le bouquet numérique de l'ARD. Elle diffusait principalement des programmes axés sur les services, les conseils et la connaissance ainsi qu'un bloc de programmes à destination des jeunes depuis le 30 avril 2012. 
La chaîne était diffusée depuis les locaux de la Südwestrundfunk, à Stuttgart.

## Histoire de la chaîne
La chaîne diffusait des émissions éducatives, des documentaires, des programmes pour jeunes téléspectateurs, mais aussi des magazines, des concerts, des journaux télévisés, des spectacles, des comédies, des séries et des films.

## Identité visuelle

### Logos

Logo d'EinsMuxx du 29 août 1997 jusqu'au 22 avril 2005.
Logo d'EinsPlus du 29 octobre 2005 au 14 janvier 2013.
Logo d'EinsPlus pour le programme de la soirée pour les jeunes, du 30 avril 2012.
Logo d'EinsPlus du 14 janvier 2013 au 5 décembre 2013
Logo d'EinsPlus du 5 décembre 2013 au 30 septembre 2016

### Slogans
- Depuis [Quand ?] : « Mehr fürs Leben »

## Programmes
La programmation d'EinsPlus était composée essentiellement de programmes de l'ARD avec, par exemple, ARD-Buffet ou Tele-Gym. En terme d'informations, c'est l'édition de 17 h du Tagesschau qui était diffusée sur la chaîne, tous les jours.
Depuis le 30 avril 2012, un bloc de programmes à destination des jeunes téléspectateurs était proposé par EinsPlus, tous les jours, en soirée.